# Lijst van burgemeesters van Nootdorp
Dit is een lijst van burgemeesters van de voormalige Nederlandse gemeente Nootdorp in de provincie Zuid-Holland. De gemeente Nootdorp is per 1 januari 2002 opgeheven en opgegaan in de nieuwe gemeente Pijnacker-Nootdorp.
| Ambtsperiode               | Naam burgemeester                      | Partij of stroming | Bijzonderheden                                                                                    |
| -------------------------- | -------------------------------------- | ------------------ | ------------------------------------------------------------------------------------------------- |
| 18?? - 18??                | ?                                      |                    |                                                                                                   |
| 18?? - 1844?               | C. Reytenbagh                          |                    | tevens (tijdens deel van deze periode) burgemeester van Ruyven                                    |
| 1844 - 1852                | J.P. ter Maten                         |                    | tevens burgemeester van Ruyven tot die gemeente op 1 januari 1846 opging in de gemeente Pijnacker |
| 1852 - 1857                | G.J.F. Tydeman                         |                    |                                                                                                   |
| 1857 - 1896                | Jhr. Jacob Louis Hesselt van Dinter    |                    |                                                                                                   |
| 1897 - 1933                | Jhr. J.K. Hesselt van Dinter           |                    | zoon van zijn voorganger                                                                          |
| 1 maart 1933 - 1941        | H.C.A.M. Schölvinck                    |                    |                                                                                                   |
| 1942 - 1944                | Jhr. Louis Gérard Just de la Paisières |                    | voorheen en later burgemeester van Rozenburg                                                      |
| 1945? - 1966               | H.C.A.M. Schölvinck                    | KVP                |                                                                                                   |
| 16 feb 1967 - 1 maart 1980 | Frans (F.) Winkel                      | KVP                | later burgemeester van Noordwijkerhout                                                            |
| 1 aug 1980 - 1 sep 1991    | Jos (J.F.H.A.B.) Waals                 | CDA                | later burgemeester van Venray                                                                     |
| 1 sep 1991 - 1 juni 1992   | Hannie (J.) van Leeuwen                | CDA                | waarnemend                                                                                        |
| 1 juni 1992 - 1 jan 2002   | Hajé (H.J.) Schartman                  | CDA                |                                                                                                   |